# Банк розвитку
Банк розвитку (фінансова компанія розвитку, DFC) — фінансова установа, яка забезпечує венчурний капітал для проектів економічного розвитку на некомерційній основі.
Банки розвитку, зазвичай, створюються урядами, міжнародними організаціями чи благодійними установами. Вони існують надання коштів у значні проекти, які б змогли отримати фінансування від комерційних кредиторів. Уряди часто використовують банки розвитку, щоб здійснювати підтримку проектів, спрямованих на вирішення економічних, екологічних, соціальних і політичних питань у себе в країні або в третіх країнах (як правило, що розвиваються). Банки розвитку зазвичай підтримуються розвиненими державами.
До складу банку розвитку можуть входити міжнародні та національні фінансові інститути, багатосторонні банки розвитку, інститути мікрокредитування та револьверні фінансові фонди.

## Сучасне становище
Станом на 2005 сукупні зобов'язання (у вигляді кредитів, акцій, гарантій та боргових цінних паперів) основних регіональних, багатосторонніх та двосторонніх УФД склали 45 млрд. дол. США (21,3 млрд. з яких були спрямовані на підтримку приватного сектору).

## Відомі банки розвитку

### Міжнародні
- Міжнародний банк реконструкції та розвитку
- Міжамериканський банк розвитку
- Євразійський банк розвитку
- Азійський банк розвитку
- Новий банк розвитку БРІКС

### Національні
- Банк розвитку Республіки Білорусь
- Банк розвитку Казахстану
- Банк ділового розвитку Канади
- Китайський банк розвитку

## Раніше називалися банками розвитку
- ВЕБ.РФ — раніше називався «Банк розвитку та зовнішньоекономічної діяльності»